# Kamienica Pod Obrazem w Krakowie
Kamienica Pod Obrazem (Paulkaufmanowska, Cellarich, Pod Modrym Lwem) – zabytkowa kamienica znajdująca się w Krakowie, w dzielnicy I przy Rynku Głównym 19, na Starym Mieście. Poprzednia jej nazwa to Kamienica Pod Modrym Lwem, nazywana też Kamienicą Królewiczowską.
Na przełomie XVI i XVII wieku kamienic należała do mediolańskiego rodu Cellarich. Przebudował ją w 1633 roku Paweł Cellari. Od połowy XVII wieku znajdowała się w rękach Warszyckich, senatorskiego rodu osiadłego na Dankowie i Pilicy.
W XVIII wieku budynek należał do Wojciecha Męcińskiego, starosty ostrzeszowskiego; w 1735 roku został sprzedany  Marii Józefy z Wesslów Sobieskiej, wdowę po królewiczu Konstantym Sobieskim (stąd jedna z nazw). Przypuszczalnie w tym okresie kamienica została przebudowana. Około 1753 lub 1756 r. Sobieska przekazała kamienicę bratankowi Teodorowi Wesslowi. Najpóźniej w 1764 roku budynek był własnością krakowskiego kupca Balcera Hallera.
Podczas pożaru Krakowa w 1850 roku kamienica spłonęła. Odnowiono ją w 1851 roku całkowicie zmieniając fasadę. W XIX wieku została zakupiona przez Jana Wentzla, który otworzył w niej restaurację. Po II wojnie światowej lokal został upaństwowiony i działał pod nazwą "Restauracja pod obrazem". Zamknięty w latach 70., obecnie wznowił działalność.
Nazwa Pod Obrazem została nadana od zdobiącego fasadę obrazu Matki Boskiej, który został namalowany podczas restauracji kamienicy w 1718 roku.
W kamienicy mieści się Hotel Wentzl, który nazwę swą nosi od założyciela restauracji, Jana Wentzla.
Dawne krakowskie powiedzenie:

...w mieście najlepiej trąbi się w dwóch miejscach, na Wieży Mariackiej nad obrazem i u Wentzla pod obrazem.
29 września 1947 kamienica została wpisana do rejestru zabytków. Znajduje się także w gminnej ewidencji zabytków.

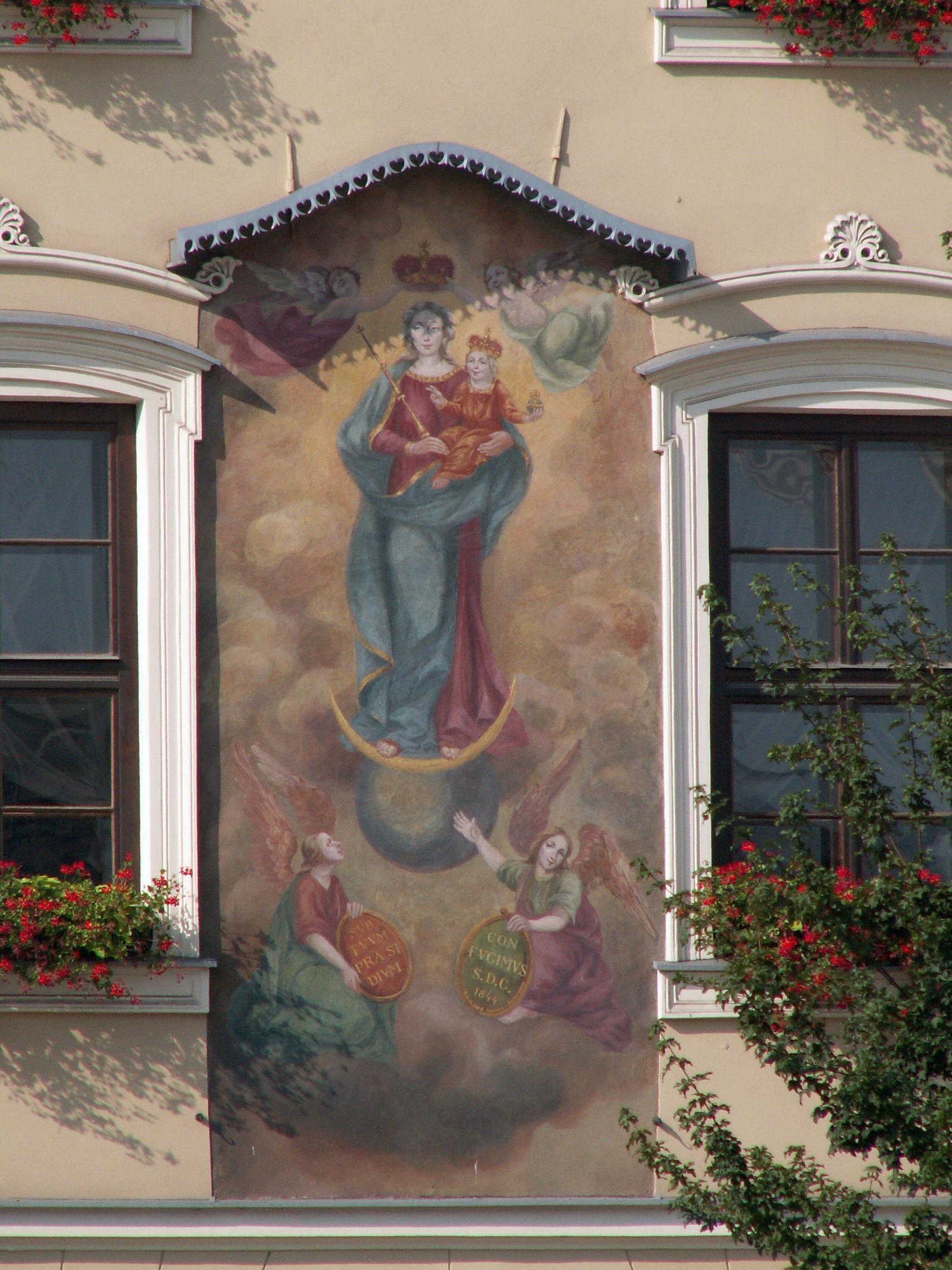
Obraz Matki Boskiej na kamienicy